# Mistrzostwa Nordyckie w Zapasach 1987
Mistrzostwa odbyły się 4 kwietnia 1987 roku w duńskim mieście Sønderborg.

## Tabela medalowa
Gospodarz zawodów został zaznaczony kolorem.
| Poz. | Państwo   |    |    |    | Łącznie |
| ---- | --------- | -- | -- | -- | ------- |
| 1    | Szwecja   | 6  | 2  | 1  | 9       |
| 2    | Finlandia | 2  | 6  | 3  | 11      |
| 3    | Norwegia  | 2  | 1  | 5  | 8       |
| 4    | Dania     | 0  | 1  | 1  | 2       |
|      | Łącznie   | 10 | 10 | 10 | 30      |

## Wyniki

### Styl klasyczny
| Konkurencja            | Złoto              | Srebro           | Brąz           |
| Kategoria do 48 kg     | Lars Rønningen     | Patrik Magnusson | Ismo Kortesma  |
| Kategoria do 52 kg     | Jon Rønningen      | Jyrki Vesterinen | Stefan Oehrn   |
| Kategoria do 57 kg     | Niklas Hentunen    | Eso Murtoaro     | Stig Johansen  |
| Kategoria do 62 kg     | Ronny Persson      | Jouni Luokkanen  | Terje Nord     |
| Kategoria do 68 kg     | Lars Lagerborg     | Morten Brekke    | Anti Hirvonen  |
| Kategoria do 74 kg     | Roger Tallroth     | Tapio Sipilä     | Jan Pedersen   |
| Kategoria do 82 kg     | Magnus Fredriksson | Timo Niemi       | Oevind Aune    |
| Kategoria do 90 kg     | Harri Koskela      | Timo Niemi       | Stig Kleven    |
| Kategoria do 100 kg    | Keijo Manni        | Karl Erik Innala | Tom Sand       |
| Kategoria ponad 100 kg | Tomas Johansson    | Niels Steffensen | Risto Salopuro |